# Jimmy Smith (cestista)
James William Smith, nato James William Betsill, detto Jimmy (Pittsburgh, 6 dicembre 1934 – Harrisburg, 5 maggio 2002), è stato un cestista e attivista statunitense.

## Biografia
Smith crebbe a Hazelwood e frequentò la Taylor Allderdice High School, dove rimase fino al 1952. Viste le difficoltà per gli studenti di colore di ottenere una borsa di studio per il college, alla fine del suo secondo anno decise di trasferirsi alla High School di Homestead (Pennsylvania). Nello stesso anno cambiò cognome: registrato all'anagrafe come Betsill, lo cambiò in Smith.
Diplomatosi nel 1954, si trasferì all'allora College of Steubenville, la cui denominazione è poi mutata in Franciscan University of Steubenville. Dopo quattro stagioni nei Barons, venne selezionato come 16ª scelta assoluta al secondo giro del Draft NBA 1958 dai Boston Celtics. Smith però non disputò alcuna partita in NBA, perché nello stesso anno venne arruolato nell'esercito. Continuò per due anni a giocare partite di esibizione con la squadra della United States Army; disputò poi due provini per i Celtics e i Pittsburgh Rens, ma non venne selezionato. Un infortunio al ginocchio lo costrinse al ritiro definitivo nel 1960.
Terminata l'esperienza cestistica Smith iniziò a lavorare nel sociale, prima presso il Jefferson County Child Welfare Department, poi presso la Action Housing di Wilkinsburg. Fu uno dei principali attivisti a sostegno dei diritti delle fasce sociali più deboli della zona di Pittsburgh.
È morto nel maggio 2002 a causa di una leucemia diagnosticatagli nel febbraio dello stesso anno.